# John F. Kennedys Plads
John F. Kennedys Plads er en plads i Aalborg Centrum. Pladsen er opkaldt efter USA's præsident John F. Kennedy født 1917, dræbt ved et attentat den 22. november 1963. 
Ved pladsen ligger Aalborg Station, Aalborg Busterminal, Kennedy Arkaden og Ny Troldeborg. I nord fortsættes John F. Kennedys Plads af Boulevarden i nordvest er der forbindelse til Prinsensgade og i øst er der forbindelse ad Jyllandsgade. Pladsen er belagt med granit og beton fliser og er forbeholdt fodgængere. Pladsen huser også en række restaurationer og det tidligere Park Hotel Aalborg, der i dag er omdannet til ungdomsboliger.